# 1167 Dubiago
Az 1167 Dubiago (ideiglenes jelöléssel 1930 PB) egy kisbolygó a Naprendszerben. Jevgenyij Szkvorcov fedezte fel 1930. augusztus 3-án.